# La senyora Marieta
La senyora Marieta és una peça teatral en dos actes, original d'Ignasi Iglésias, estrenada al teatre Romea la nit del 30 de novembre de 1919.
L'acció passa a Barcelona, l'any 1870.

## Repartiment de l'estrena
- La senyora Marieta: Maria Morera
- La bessona: Elvira Fremont
- La Justina: Maria Guart
- L'Anneta: Josefina Fornés
- El senyor Romeu: Emili Ginestet
- En Parrot: Alexandre Nolla
- En Cintet: Manuel Giménez Sales
- L'Espantat: Joaquim Vinyas
- En Xapa: Miquel Sirvent
- Director artístic: Enric Giménez

## Reposició al teatre Romea
El 24 de març de 1950 se'n va fer una reposició al teatre Romea, amb Emília Baró, Visitació López i Ramon Duran, en el papers protagonistes.